# Socket 370

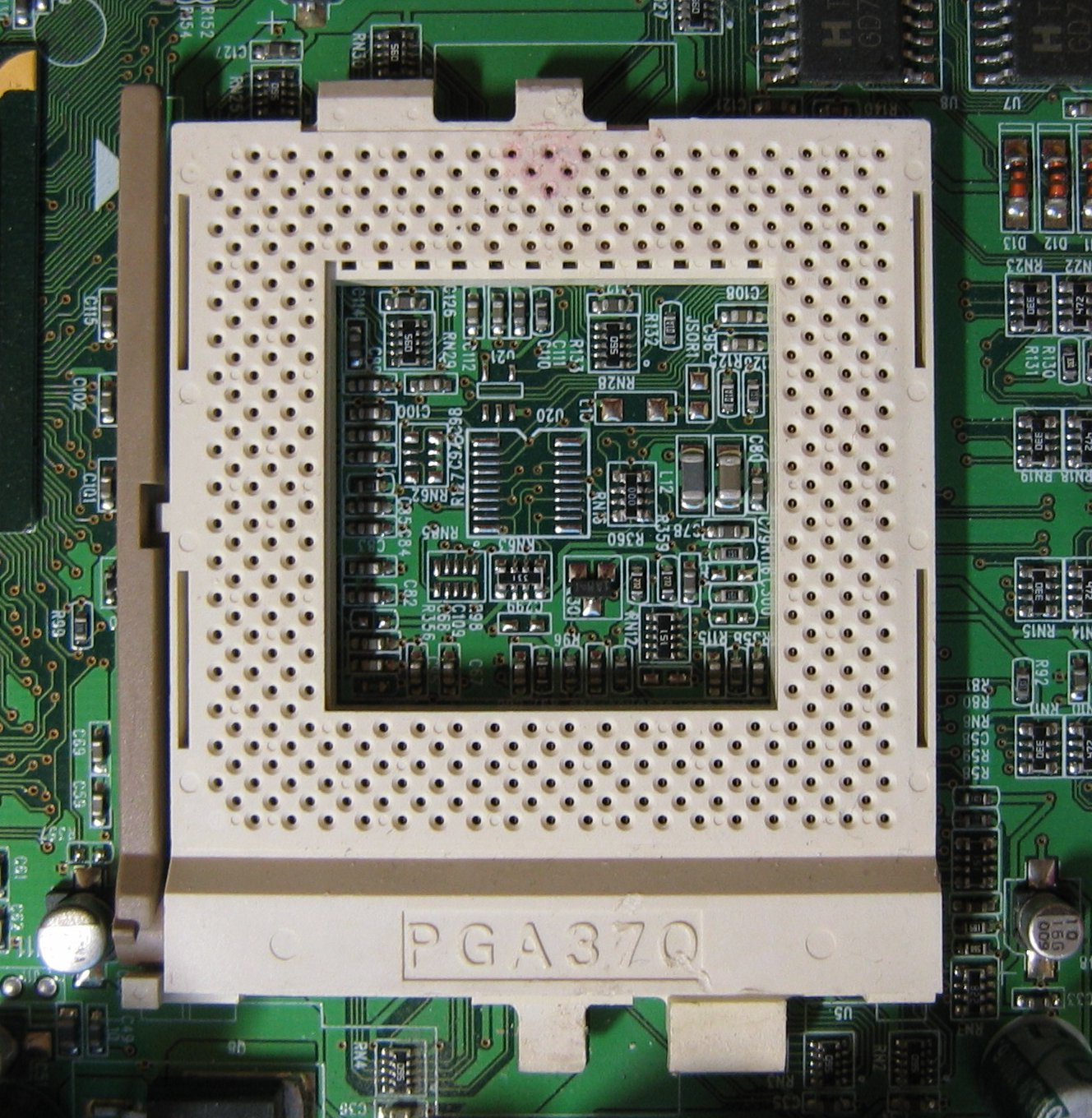
Socket 370

Socket 370 är en sockel för Intel-processorer och dess kloner, bland annat Pentium III och Celeron.